# Barton Gellman

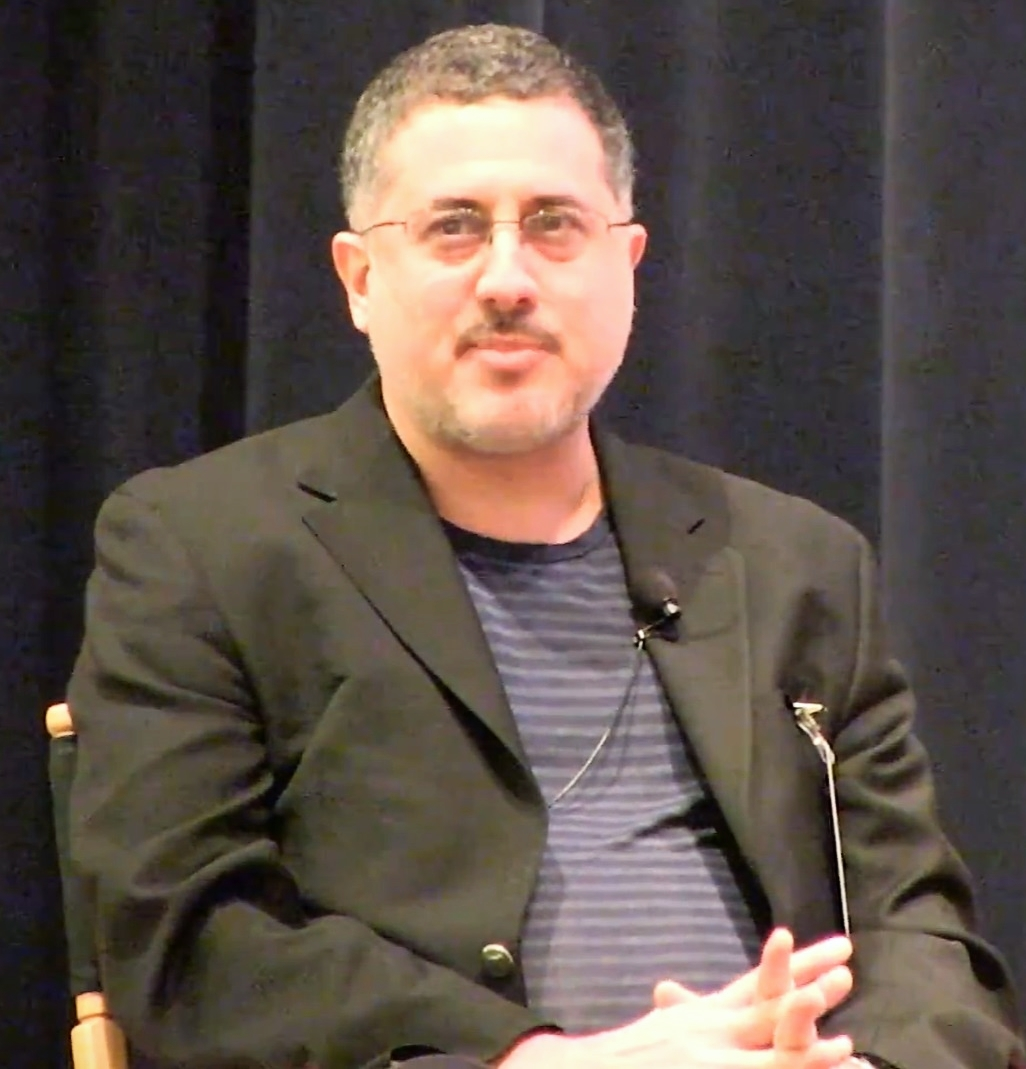
Barton Gellman

Barton Gellman (* 1960) ist ein US-amerikanischer Journalist und Autor.

## Leben
Gellman arbeitet als Journalist für die US-amerikanische Zeitschrift „The Atlantic“ und ist Senior Fellow der Century Foundation in New York. Bevor er zu The Atlantic wechselte, war er 21 Jahre lang für The Washington Post tätig.

## Auszeichnungen (Auswahl)
- Pulitzer-Prize, 2002, 2008 und 2014.
- Los Angeles Times Book Prize, 2008.
- 2015 erhielt Gellmann gemeinsam mit Kollegen in zwei Kategorien den News & Documentary Emmy Award, beide Male im Zusammenhang mit der Fernsehserie Frontline.

## Werke
- Angler: the Cheney vice presidency. Penguin, New York 2008, ISBN 978-1-4406-2982-2.
- Dark Mirror: Edward Snowden and the American Surveillance State. Penguin, New York 2020, ISBN 978-1-59420-601-6.
  - Der dunkle Spiegel. Edward Snowden und die globale Überwachungsindustrie. Aus dem Englischen von Martina Wiese, S. Fischer, Frankfurt am Main 2020, ISBN 978-3-10-397046-3.